# Actephila championiae
Actephila championiae là một loài thực vật có hoa trong họ Diệp hạ châu. Loài này được P.I.Forst. mô tả khoa học đầu tiên năm 2005.